# NGC 5250
NGC 5250 é uma galáxia lenticular (S0) localizada na direcção da constelação de Ursa Major. Possui uma declinação de +51° 14' 11" e uma ascensão recta de 13 horas, 36 minutos e 07,1 segundos.
A galáxia NGC 5250 foi descoberta em 26 de Abril de 1789 por William Herschel.